# Konschthal Esch
Die Konschthal Esch (KH) ist eine Kunsthalle für zeitgenössische Kunst in Esch an der Alzette in Luxemburg.
Die Konschthal wurde 2021 in einem ehemaligen, entkernten Möbelhaus am Boulevard Prince Henri eingerichtet. Auf drei Stockwerken und 2400 m² Ausstellungsfläche werden Bilder, Objekte sowie Performances der zeitgenössischen Kunst gezeigt. Das Gebäude aus den 1970er Jahren wurde von der Stadt für 11,6 Millionen Euro gekauft und für weitere 6 Millionen Euro renoviert. Auffallend sind nackte, graue Betonwände und offene Ebenen mit metallischen Pfeilern und Streben. Künstlerischer Leiter ist der Kunsthistoriker Christian Mosar.
Zu den ausgestellten Künstlern gehören Gregor Schneider und Jeppe Hein.